# Gunnar Kassman
För författaren med samma namn, se Gunnar Kassman (författare) (1907–1980).

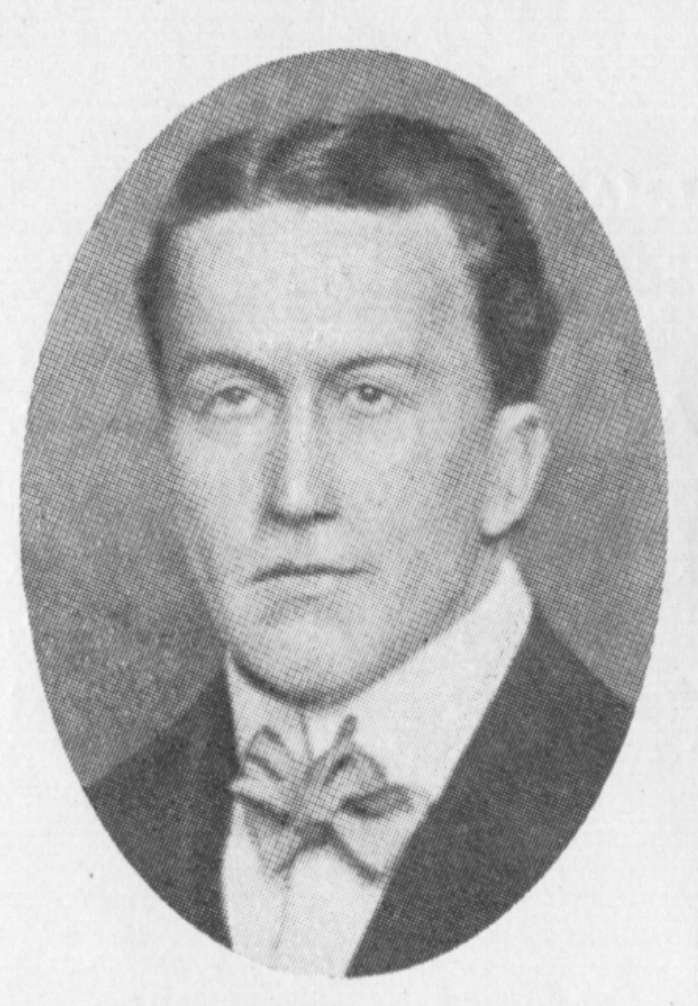
Gunnar Kassman 1940.

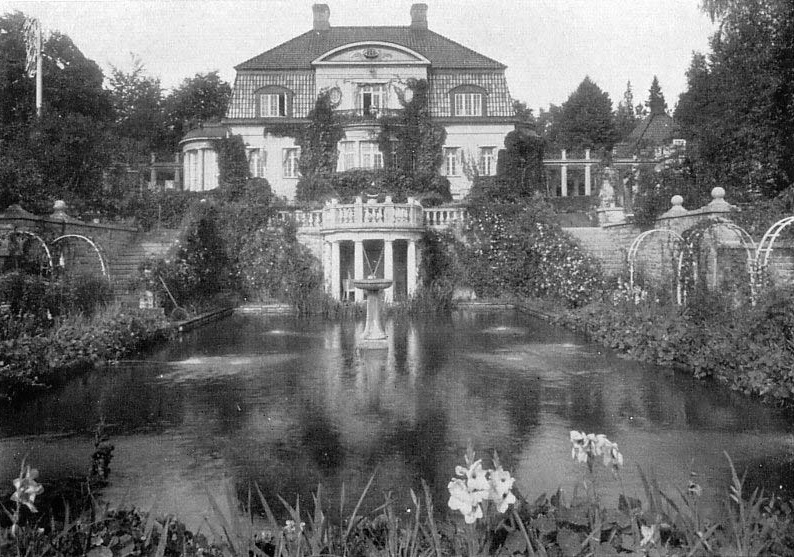
Villa Kassman, 1930.

Gunnar Kassman, född 1878 i Sundsvall, död 1970 i Stockholm, var en svensk bankdirektör. 
År 1917 köpte Kassman ögruppen Storholmen av Edward Cederlund och byggde en exklusiv villa i barockstil kallad Villa Kassman ritad av arkitekten Albin Stark vid firman Östlihn & Stark. Hans bank Bankirfirma Gunnar Kassman & Co gick i konkurs år 1921.